# Glykation
Als Glykation (auch Glykierung) wird die Reaktion von Proteinen, Lipiden oder Nukleinsäuren mit Kohlenhydraten ohne Beteiligung von Enzymen bezeichnet. Die enzymatische Reaktion dagegen wird Glykosylierung genannt. 
Das Reaktionsprodukt der Glykation wird auch als Advanced Glycation Endproduct (AGE) bezeichnet. Bei hohem Blutzuckerspiegel werden mehr AGEs gebildet. Da AGEs als Risikofaktoren für versteifte Blutgefäße gelten, erhöht sich das Risiko für Gefäßerkrankungen bei Diabetes mellitus.

## Exogene Glykation
Exogene Glykation erfolgt in der Regel, wenn Proteine mit Zuckern gekocht werden. Temperaturen über 120 °C begünstigen diesen Prozess. Die Glykation durch trockene Gartechniken mit reduzierenden Zuckern wird als Maillard-Reaktion bezeichnet, einige der entstehenden farbigen Reaktionsprodukte gehören zu den Melanoidinen. AGEs werden in der Lebensmittelindustrie als Geschmacksverstärker, Farbstoffe oder zur Aufbesserung der Erscheinung eingesetzt. Ursprünglich ging man davon aus, dass AGEs ungefährlich sind. Neuere Forschungsergebnisse deuten jedoch darauf hin, dass AGEs bei manchen Erkrankungen zumindest beteiligt sind.
Weiterhin könnte Glykation auch an der Bildung von Acrylamid beteiligt sein. In der Regel ist jedoch die Konzentration der AGEs in unzubereiteten Nahrungsmitteln nicht besorgniserregend. Insbesondere durch häufigen Verzehr von Gebratenem und Gegrilltem können jedoch Konzentrationen erreicht werden, die vom Körper nicht mehr neutralisiert werden können, ähnlich wie dies generell im fortgeschrittenen Alter der Fall ist.

## Endogene Glykation
Endogene Glykation entsteht auch im Körper, besonders im Blutkreislauf. Hierbei reagieren im Wesentlichen Fructose und Galactose und in geringerem Umfang auch Glucose unkontrolliert mit körpereigenen Proteinen ohne Beteiligung von Enzymen. In Folge des Stoffwechsels entstehen reaktive Dicarbonyle wie 3-Deoxyglucoson und Methylglyoxal. Problematisch ist hierbei die Anreicherung der AGE über die Zeit, insbesondere bei einem erhöhten Blutzuckerwert, bei der Zellen und Gewebe geschädigt werden können.
Bei der Glykation des Blutfarbstoffs Hämoglobin A (HbA) entsteht HbA1c. Der HbA1c-Anteil am Hämoglobin A kann gemessen werden, um z. B. bei Diabetikern den durchschnittlichen Blutzuckerwert der letzten vier bis zwölf Wochen abzuschätzen.

## Gesundheitliche Auswirkungen
Der Glykation wird eine Beteiligung an unterschiedlichen Alterserkrankungen zugeschrieben, z. B. Diabetes mellitus Typ II und Herz-Kreislauferkrankungen. Höhere Konzentrationen an AGE entstehen z. B. bei oxidativem Stress oder Hyperglykämie. Sie werden unter anderem mit Arteriosklerose, einer schlechteren Angiogenese und einer gestörten Wundheilung in Verbindung gebracht. Manche AGE fördern eine Entzündung, teilweise durch Bindung an den zellulären Rezeptor Receptor for AGE (RAGE) auf Monozyten. Die während einer AGE-induzierten Entzündung aktivierten Monozyten sezernieren Interleukin-1, TNF-α, Platelet Derived Growth Factor und Insulin-like growth factor-1. Weiterhin werden dadurch Thrombozyten aktiviert, wodurch sich vermehrt Blutgerinnsel bilden können. In Folge der Glykation kann es bei Neuronen zu einem Abbau von Myelin und zu Neuropathien kommen, z. B. bei Diabetes mellitus Typ II und Alzheimer-Krankheit. Weiterhin wird eine Beteiligung bei Osteoporose, Glomerulosklerose, Nahrungsmittelallergien, Arthritis, respiratorische Insuffizienz und Sepsis untersucht.